# 원주교육문화관
원주교육문화관은 대한민국 강원특별자치도 원주시 단계동 소재의 도서관이다.

## 연혁
- 1984. 12. 10 원주교육도서관 설립
- 1992. 9. 21 강원도교육청 직속기관 승격
- 2001. 2. 20 강원도 원주지역 평생학습관 지정
- 2001. 6. 16 원주평생교육정보관으로 명칭 변경
- 2008. 1. 29 청사 신축 이전
- 2013. 3. 1 원주교육문화관으로 명칭 변경
- 2016. 03. 01 원주권 교육도서관 분관으로 변경(문막,횡성,영월,평창) (강원도교육규칙 제738호 전부개정)

## 시설현황
- 4층: 휴게실, 성인열람실, 남자열람실1, 여자열람실, 평생학습 6실, 회의실, 독서회실, 남여화장실(좌, 우)
- 3층: 디지털자료실, 식당, 동아리방 1실, 동아리방 2실, 관장실, 부속실, 평생학습 4실, 평생학습 5실, 남여 화장실(좌, 우)
- 2층: 자가반납기(후문입구 오른쪽), 24시간예약대출기(후문입구 오른쪽), 종합자료실, 어린이자료실, 프로그램실, 행정지원과, 평생학습과, 문헌정보과, 이동교육도서관 자료실, 남여화장실(좌,우)
- 1층: 숙직실, 관리 및 안내실, 다목적홀, 책사랑․나눔실, 대강당, 평생학습 3실, 희망문화교실, 남녀화장실(좌, 우)
- 지하1층: 스포츠교실, 평생학습 1실, 밀집서고, 전기실, 발전기실, 기계실, 중앙감시실, 남여화장실(좌,우)

## 이용 안내
이용 시간
| 구분      | 종합자료실    | 어린이자료실  | 디지털자료실  | 열람실        |
| --------- | ------------- | ------------- | ------------- | ------------- |
| 화~금요일 | 09:00 ~ 22:00 | 09:00 ~ 18:00 | 09:00 ~ 22:00 | 07:00 ~ 23:00 |
| 토~일요일 | 09:00 ~ 18:00 | 09:00 ~ 18:00 | 09:00 ~ 18:00 | 07:00 ~ 23:00 |

휴관일
- 매주 월요일
- 일요일을 제외한 관공서의 공휴일
- 임시 휴관일(관장이 기관 운영 상 필요에 의해 지정한 날)